# Rasputina
Rasputina est un groupe américain de rock, originaire de Brooklyn, dans l'État de New York. Il est formé par Melora Creager (qui avait participé à d’autres projets musicaux et accompagné Nirvana en tournée) à New York en 1992 avec Julia Kent. Les deux comparses sont plus tard rejointes par d'autres musiciens, la première étant la violoncelliste Lisa Haney qui a joué avec elles avant la sortie de leur premier album.

## Histoire
Remarquées par Jimmy Boyle lors d'un concert, elles sortent en 1996, avec Carpella Parvo comme troisième violoncelliste, leur premier album Thanks for the Ether et partiront en tournée avec entre autres Bob Mould, Porno for Pyros et Marilyn Manson. Ce dernier participe d'ailleurs à leur EP Transylvanian Regurgitations sorti en 1997.
En 1998 le groupe sort son second album How We Quit the Forest avec comme batteur et producteur Chris Vrenna du groupe Nine Inch Nails et la participation d'Agnieszka Rybska (déjà citée dans les remerciements de Thanks for the Ether) Carpella Parvo ayant quitté Rasputina peu après la sortie du premier album.
La même année Rybska tombe enceinte et quitte le groupe, elle sera rejointe plus tard par Kent. En 2000, Creager recrute la Française Nana Bornant et Kris Cowperthwaite. C’est cette nouvelle formation qui accouchera de Cabin Fever en 2002. En juin de la même année, Bornant quitte le groupe, suivie de Cowperthwaite quatre mois plus tard. Elles seront remplacées par Zoë Keating et Jonathon TeBeest. La nouvelle formation sort l'album live Frustration Plantation en 2004, et A Radical Recital en 2005.
À l'automne 2016, Polly Panic rejoint Rasputina en tant que deuxième violoncelliste. La première tournée du line-up avec Melora, Polly Panic en tant que deuxième violoncelliste et choriste, et Luis Mojica en tant que claviériste/beat boxer et choriste. En juillet 2017, Melora Creager annonce un nouvel album, The Feel-Good Hits of 1817. Dans sa lettre d'information, elle précise que l'album sera uniquement en vinyle et en quantité limitée.
L'album None but the Lonely Heart est publié sur le site web du groupe en 2018. L'album est une collection de reprises au piano interprétées par Creager, y compris des chansons de Patti Smith, Duke Ellington, The Smiths et Carl Sandburg. Le titre est tiré de la chanson de Tchaïkovski homonyme, qui sert également de première piste de l'album. En 2019, l'album Skin is Living Leather est publié sur le site web du groupe.

## Style musical
Leur style musical est souvent qualifié de « goth blanc » à cause, entre autres, de leur imagerie d’inspiration victorienne (notamment leurs tenues vestimentaires) et l'usage de violoncelles.

## Discographie
- 2015 : Unknown (Filthy Bonnet Co.)
- 2017 : The Feel-Good Hits of 1817 (Filthy Bonnet Co.)
- 2018 : None But the Lonely Heart (Filthy Bonnet Co.)
- 2019 : Skin Is Living Leather (Filthy Bonnet Co.)